# Jan Šrámek
Jan Šrámek (ur. 11 sierpnia 1870 w Grygovie na Morawach, zm. 22 kwietnia 1956 w Pradze) – czechosłowacki ksiądz i polityk, założyciel i wieloletni przywódca Czechosłowackiej Partii Ludowej, premier rządu Czechosłowacji na uchodźstwie (1940–1945).

## Życiorys
Po ukończeniu szkoły podstawowej w rodzinnym Grygovie oraz gimnazjum w Kromieryżu studiował na Wydziale Teologii Uniwersytetu w Ołomuńcu (od 1904 pracował tam jako docent, a od 1911 profesor teologii). Zainteresowany polityką założył w 1899 Partię Chrześcijańsko-Społeczną (czes. Strana Křesťanskosociální). W 1906 zdobył mandat do czeskiego sejmu. W latach 1907–1911 posłował do Rady Państwa. W 1918 został przewodniczącym katolickiego stowarzyszenia gimnastycznego „Orel”. Wyświęcony w 1892 na księdza, w 1893 został skierowany do pracy w parafii Nowy Jiczyn.
Po utworzeniu państwa czechosłowackiego w październiku 1918 znalazł się wśród członków Rewolucyjnego Zgromadzenia Narodowego. W styczniu 1919 objął stanowisko przewodniczącego Czechosłowackiej Partii Ludowej (Československá strana lidová) po tym, jak doprowadził do zjednoczenia ze sobą mniejszych ugrupowań katolickich. Funkcję prezesa zachował do 1938.
Pozostawał deputowanym Zgromadzenia Narodowego (1918–1938). Od 1921 do 1938 pełnił nieprzerwanie urząd ministra (kolejnictwa, zdrowia, poczty, opieki społecznej, administracji). Nie cieszył się względami nastawionego niechętnie do Kościoła katolickiego prezydenta Masaryka.
Po podpisaniu układu monachijskiego wyemigrował z kraju. Pełnił obowiązki wiceprzewodniczącego Czechosłowackiej Rady Narodowej w Paryżu (1939–1940). W 1940 stanął na czele rządu Republiki Czechosłowackiej w Londynie, którym pozostał do 4 kwietnia 1945. W marcu 1945 brał udział w negocjacjach moskiewskich na temat powołania władz w wyzwolonej spod okupacji niemieckiej Czechosłowacji. W tymże roku objął obowiązki wicepremiera w kraju. Kontynuował pracę jako prezes ČSL.
W lutym 1948 jako jedyny minister opowiedział się przeciwko podaniu się do dymisji niekomunistycznych członków rządu, choć 20 lutego również i on ustąpił z funkcji. W marcu 1948 wraz z Františkiem Hálą bezskutecznie próbował uciec z Czechosłowacji. Resztę życia spędził w miejscach odosobnienia. Zmarł w praskim szpitalu na Bułowce jako Josef Císař.
Był ministrem w 12 z 13 istniejących rządów czechosłowackich w okresie 1921–1938.

## Ordery i odznaczenia
- Order Tomáša Garrigue Masaryka II klasy (pośmiertnie, 1991)[4]
- Wielka Wstęga Orderu Odrodzenia Polski (5 lipca 1947)[5]